# Banca dello Stato Pontificio
La Banca dello Stato Pontificio è stata una banca di emissione operante nello Stato della Chiesa dal 1850 al 1870.

## Storia
Sulla base di un privilegio concesso dal papa Gregorio XVI nel 1833, nel 1834 un gruppo di finanzieri francesi e belgi costituì la Banca Romana in forma di società per azioni come banco di emissione dello Stato Pontificio con concessione per ventun anni.
Nel 1848 la Banca Romana non era più in grado di far fronte alle richieste di rimborso e fu introdotto il corso forzoso. Il corso forzoso proseguì anche durante il periodo della Repubblica Romana. 
Nel 1850 fu fondata una nuova banca centrale, anch'essa in forma di società per azioni, la Banca dello Stato Pontificio, che assorbì la vecchia Banca Romana.
Nel 1855, date le difficoltà anche della nuova banca, che doveva ricorrere a limitazioni della convertibilità delle banconote, le filiali romagnole furono staccate per costituire la Banca delle Quattro Legazioni.
Dopo la presa di Roma (20 settembre 1870) la Banca riprese l'antica denominazione di Banca Romana e fu una delle sei banche centrali con facoltà di emettere biglietti di banca intitolati al regno d'Italia. In seguito a un grave scandalo amministrativo, alla fine del 1893 la Banca Romana venne fusa con la Banca Nazionale nel Regno d'Italia, la Banca Nazionale Toscana e la Banca Toscana di Credito per le Industrie e il Commercio d'Italia per dare origine alla Banca d'Italia.